# Ryōta Aoki (Fußballspieler, 1984)
Ryōta Aoki (japanisch 青木 良太 Aoki Ryōta; * 19. August 1984 in der Präfektur Osaka) ist ein ehemaliger japanischer Fußballspieler.

## Karriere
Aoki erlernte das Fußballspielen in der Schulmannschaft der Funabashi High School. Seinen ersten Vertrag unterschrieb er 2003 bei den Gamba Osaka. Der Verein spielte in der höchsten Liga des Landes, der J1 League. Mit dem Verein wurde er 2005 japanischer Meister. 2007 gewann er mit dem Verein den J.League Cup. Für den Verein absolvierte er 13 Erstligaspiele. 2008 wechselte er zum Ligakonkurrenten JEF United Chiba. Am Ende der Saison 2009 stieg der Verein in die J2 League ab. Für den Verein absolvierte er 109 Ligaspiele. 2013 wechselte er zum Ligakonkurrenten Roasso Kumamoto. Für den Verein absolvierte er 63 Ligaspiele. Ende 2016 beendete er seine Karriere als Fußballspieler.

## Erfolge
Gamba Osaka
- J1 League

Meister: 2005
- J.League Cup

Sieger: 2007
Finalist: 2005
- Kaiserpokal

Finalist: 2006